# Камій Мюффа
Камій Мюффа  (фр. Camille Muffat, 28 жовтня 1989 — 9 березня 2015) — французька плавчиня, олімпійська чемпіонка.

## Виступи на Олімпіадах
| Олімпіада   | Дисципліна                            | Місце |
| ----------- | ------------------------------------- | ----- |
| Пекін 2008  | естафета 4 × 200 вільним стилем       | 5     |
| Пекін 2008  | 200 метрів, комплексне плавання       | 12    |
| Пекін 2008  | 400 метрів, комплексне плавання       | 19    |
| Лондон 2012 | плавання на 200 метрів вільним стилем | 2     |
| Лондон 2012 | плавання на 400 метрів вільним стилем | 1     |
| Лондон 2012 | естафета 4 × 200 вільним стилем       | 3     |

## Загибель
Загинула в авіакатастрофі в Аргентині при зіткненні двох гелікоптерів на висоті 100 метрів під час зйомок екстремального реаліті-шоу.